# ŁuAZ 1301
ŁuAZ 1301 − mały samochód terenowy produkowany przez ukraińskie zakłady ŁuAZ.